# 히루마정
히루마정(昼間町)은 도쿠시마현 미요시군에 설치되었던 정이다. 현재의 히가시미요시정에 해당한다.